# Phong trào 26 tháng 7
Phong trào 26 tháng 7 (tiếng Tây Ban Nha: Movimiento 26 de Julio; M-26-7) là một tổ chức cách mạng tiên phong dưới sự chỉ huy của Fidel Castro vào năm 1959 lật đổ chế độ Fulgencio Batista ở Cuba. Phong trào đấu tranh với chế độ Batista trên cả hai mặt trận nông thôn và thành thị. Mục tiêu chính của phong trào đã phân bổ đất đai cho nông dân, quốc hữu hóa các dịch vụ công cộng, công nghiệp hóa, cuộc bầu cử trung thực và cải cách giáo dục quy mô lớn.